# Steven W. Gilland

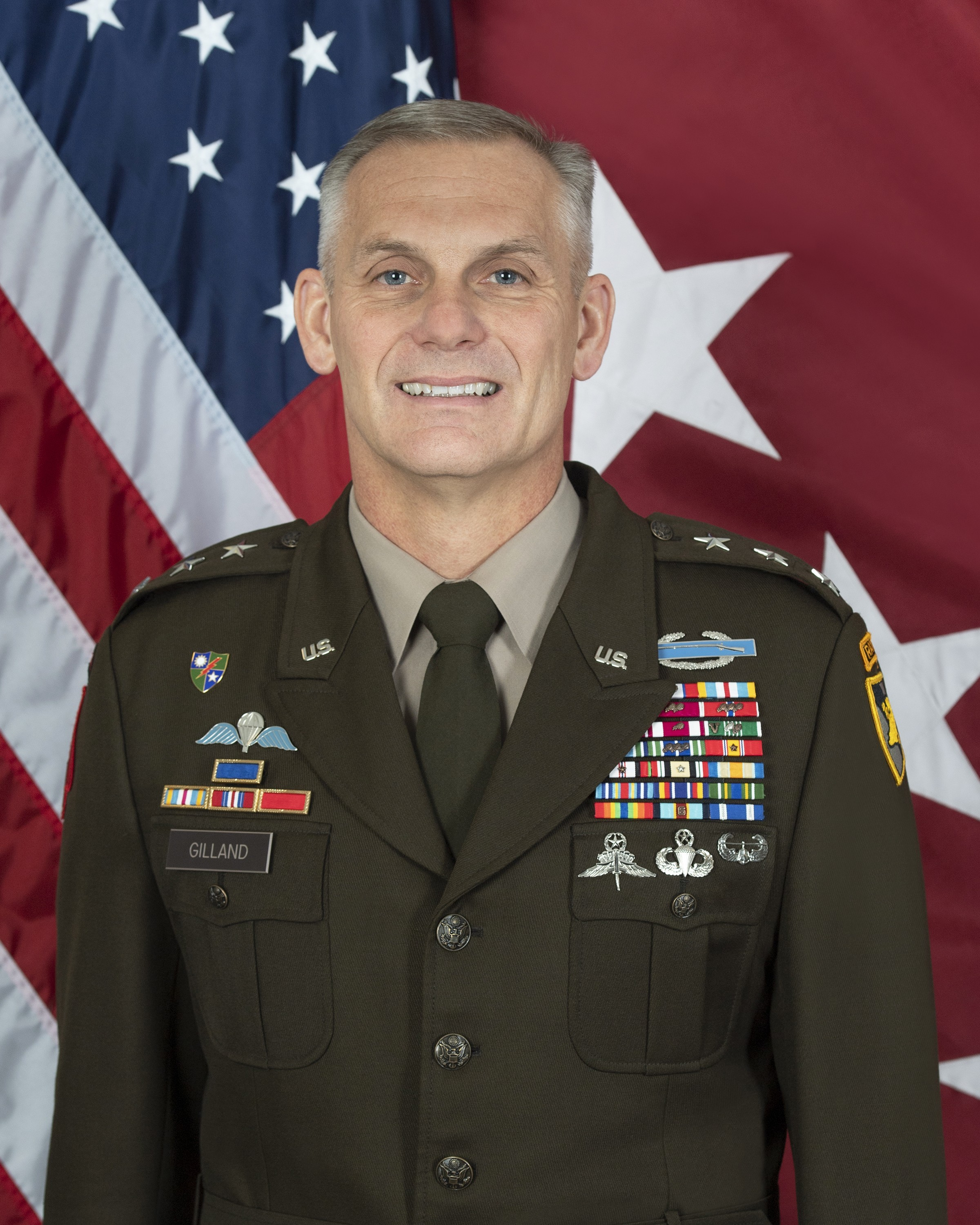
Steven Wesley Gilland (2023)

Steven Wesley Gilland (* um 1968 in Rock Island, Illinois) ist ein Generalleutnant der United States Army. Er war unter anderem Kommandeur der 2. Infanteriedivision. Seit 2022 leitet er als Superintendent die Militärakademie West Point.
Steven Gilland besuchte die öffentlichen Schulen seiner Heimat einschließlich der Sherrard High School. In den Jahren 1986 bis 1990 durchlief er die United States Military Academy in West Point. Nach seiner Graduation wurde er als Leutnant der Infanterie zugeteilt. In der Armee durchlief er anschließend alle Offiziersränge vom Leutnant bis zum Drei-Sterne-General.
Gilland absolvierte den für Offiziere in den entsprechenden Rangstufen üblichen Dienst in unterschiedlichen Einheiten und Standorten. Dazu gehörten auch Aufgaben als Stabsoffizier in verschiedenen Hauptquartieren. Er kommandierte Einheiten auf fast allen militärischen Ebenen und war unter anderem in Südkorea, dem Nahen Osten, Afrika und in Afghanistan stationiert. Er nahm sowohl am Irakkrieg als auch am Krieg in Afghanistan teil.
Am 2. August 2016 erreichte Gilland mit seiner Beförderung zum Brigadegeneral die Generalsränge. Bereits seit März 2015 leitete er die Stabsabteilung G3 für Operationen der 101. Luftlandedivision. Dabei war er auch an der Operation Inherent Resolve im Irak und Syrien beteiligt. Diesen Posten bekleidete er bis zum Juni 2017. Anschließend kehrte er zur Militärakademie in West Point zurück, wo er zwischen Juli 2017 und Juli 2019 Führungsoffizier der dortigen Kadetten war (Commandant of Cadets).
Am 17. Juli 2019 übernahm Steven Gilland, inzwischen im Rang eines Generalmajors, als Nachfolger von Scott McKean das Kommando über die in Südkorea stationierte 2. Infanteriedivision. Diesen Posten hatte er bis zum 18. Mai 2021 inne als David Lesperance seine Nachfolge antrat. Anschließend wurde er nach Fort Hood dem heutigen Fort Cavazos versetzt, wo er zwischen Juni 2021 und Mai 2022 stellvertretender Kommandeur des III. Korps war. Danach kehrte er erneut zur Militärakademie in West Point zurück. Dort übernahm er von Darryl A. Williams, der neuer Kommandeur der United States Army Europe and Africa in Wiesbaden wurde, das Amt des Superintendenten (Leiters) der Akademie. Diesen Posten hat er bis heute (September 2023) inne.

## Orden und Auszeichnungen
Steven Gilland erhielt im Lauf seiner militärischen Laufbahn unter anderem folgende Auszeichnungen:
- Army Distinguished Service Medal
- Defense Superior Service Medal
- Legion of Merit
- Bronze Star Medal
- Defense Meritorious Service Medal
- Meritorious Service Medal
- Army Commendation Medal